# كوثر (غناباد)
كوثر (بالفارسية: کوثر) هي قرية تقع في قسم بسكلوت الريفي في إيران.